# Nuoto al XIII Festival olimpico estivo della gioventù europea
Le competizioni di nuoto al XIII Festival olimpico estivo della gioventù europea si sono svolte dal 27 al 31 luglio 2015 a Tbilisi, in Georgia

## Podi

### Ragazzi
| Gara                           | Oro                                                                     | Tempo     | Argento                                                                                         | Tempo     | Bronzo                                                                            | Tempo     |
| 50 m stile libero              | Nyls Korstanje                                                          | 23"26     | Oleksandr Moroz                                                                                 | 23"65     | Istvan Vegh                                                                       | 23"68     |
| 100 m stile libero             | Alexei Sancov                                                           | 50''90    | Nyls Korstanje                                                                                  | 50''97    | Aleksa Bobar                                                                      | 51''60    |
| 200 m stile libero             | Alexei Sancov                                                           | 1'49"20   | Johannes Hintze                                                                                 | 1'50"18   | Richard Marton                                                                    | 1'50"42   |
| 400 m stile libero             | Alexei Sancov                                                           | 3'52''42  | Cesar Castro Valle                                                                              | 3'54''17  | Richard Marton                                                                    | 3'54''36  |
| 1500 m stile libero            | Cesar Castro Valle                                                      | 15'24''02 | Alexei Sancov                                                                                   | 15'29''73 | David Huszti                                                                      | 15'32''00 |
| 100 m farfalla                 | Kregor Zirk                                                             | 54''04    | Tomer Frankel Egor Kuimov                                                                       | 54''57    |                                                                                   |           |
| 200 m farfalla                 | Dmitry Popov                                                            | 2'00''86  | Richard Marton                                                                                  | 2'01''39  | Arnau Honrubia Cerda                                                              | 2'04''00  |
| 100 m dorso                    | Hugo Gonzalez De Oliveira                                               | 55''87    | Conor Ferguson                                                                                  | 56''44    | Kacper Stokowski                                                                  | 56''97    |
| 200 m dorso                    | Pavel Tatarenko                                                         | 2'03''21  | Conor Ferguson                                                                                  | 2'03''46  | Daniel Cristian Martin                                                            | 2'04''92  |
| 100 m rana                     | Nicolò Martinenghi                                                      | 1'01''75  | Daniil Kitov                                                                                    | 1'02''45  | Tanguy Lesparre                                                                   | 1'03''25  |
| 200 m rana                     | Nicolò Martinenghi                                                      | 2'15"14   | Rafal Krzysztof Kusto                                                                           | 2'17"45   | Tanguy Lesparre                                                                   | 2'17"61   |
| 200 m misti                    | Johannes Hintze                                                         | 2'02''52  | Hugo Gonzalez De Oliveira                                                                       | 2'02''85  | Evgenii Somov                                                                     | 2'03''91  |
| 400 m misti                    | Marton Barta                                                            | 4'24''73  | Hugo Gonzalez De Oliveira                                                                       | 4'28''68  | Tanguy Lesparre                                                                   | 4'29''15  |
| Staffetta 4x100 m stile libero | Russia Evgenii Somov Kliment Kolesnikov Pavel Tatarenko Ivan Girev      | 3'26''16  | Germania Tom Reuther Daniel Pinneker Josha Salchow Johannes Hintze                              | 3'26''20  | Ungheria Istvan Vegh Marton Barta Balazs Hollo Richard Marton                     | 3'26''40  |
| Staffetta 4x100 m misti        | Italia Emanuel Fava Nicolò Martinenghi Andrea Facciola Alberto Razzetti | 3'46"15   | Spagna Hugo Gonzalez De Oliveira Alejandro Raez Munoz Arnau Honrubia Cerda Alex Ramos Fernandez | 3'48"46   | Polonia Kacper Stokowski Rafal Krzysztof Kusto Marcel Wagrowski Antoni Kaluzynski | 3'48''83  |

### Ragazze
| Gara                           | Oro                                                                                                 | Tempo    | Argento                                                                                               | Tempo    | Bronzo                                                                                  | Tempo    |
| 50 m stile libero              | Fanni Gyurinovics                                                                                   | 25''95   | Janja Segel                                                                                           | 26''29   | Loulou Janssen                                                                          | 26''40   |
| 100 m stile libero             | Janja Segel                                                                                         | 56''62   | Ajna Evelin Kesely                                                                                    | 57''18   | Nadia Gonzalez Oliveira                                                                 | 57''42   |
| 200 m stile libero             | Ajna Evelin Kesely                                                                                  | 2'01''84 | Janja Segel                                                                                           | 2'02''93 | Nadia Gonzalez Oliveira                                                                 | 2'04''60 |
| 400 m stile libero             | Ajna Evelin Kesely                                                                                  | 4'15''65 | Antoniette Neamt                                                                                      | 4'16''61 | Annalea Claire Davison                                                                  | 4'19''33 |
| 800 m stile libero             | Ajna Evelin Kesely                                                                                  | 8'44''72 | Petra Barocsai                                                                                        | 8'46''99 | Antoniette Neamt                                                                        | 8'47''12 |
| 100 m farfalla                 | Petra Barocsai                                                                                      | 1'01''46 | Ellen Walshe                                                                                          | 1'02'17  | Charissa Jochems                                                                        | 1'02''44 |
| 200 m farfalla                 | Ajna Evelin Kesely                                                                                  | 2'15''04 | Emily Louise Large                                                                                    | 2'16''20 | Ariadna Escribano Trivino                                                               | 2'17''24 |
| 100 m dorso                    | Valeriya Egorova                                                                                    | 1'03''93 | Janja Jamsek                                                                                          | 1'04''07 | Ellinor Rose Southward                                                                  | 1'04''41 |
| 200 m dorso                    | Janja Jamsek                                                                                        | 2'16''75 | Tatiana Salcutan                                                                                      | 2'16''84 | Sophie Leigh Hobbah                                                                     | 2'17''38 |
| 100 m rana                     | Hannah Brunzell                                                                                     | 1'10''66 | Tina Celik                                                                                            | 1'11''26 | Katie Ann Robertson                                                                     | 1'11''45 |
| 200 m rana                     | Anna Fehlinger                                                                                      | 2'33''48 | Hannah Brunzell                                                                                       | 2'34''47 | Vanessa Cavagnoli                                                                       | 2'36''34 |
| 200 m misti                    | Fanni Gyurinovics                                                                                   | 2'18''93 | Yara Sophie Hierath                                                                                   | 2'19"56  | Sophie Leigh Hobbah                                                                     | 2'20''50 |
| 400 m misti                    | Maria Claudia Gadea                                                                                 | 4'53''87 | Rebecca Mia Sutton                                                                                    | 4'55''65 | Celine Rieder                                                                           | 4'56''85 |
| Staffetta 4x100 m stile libero | Russia Valeriia Sukhanova Katarina Milutinovich Marianna Bobrova Iuliia Filippova                   | 3'50''33 | Germania Emily Charlotte Feldvoss Yara Sophie Hierath Sarah Wendt Laura Maialen Lydia Rohrbach        | 3'53''84 | Turchia Gizem Guvenc Selen Ozbilen Zehra-Duru Bilgin Defne Kurt                         | 3'53''90 |
| Staffetta 4x100 m misti        | Slovenia Janja Jamsek Tina Celik Pika Perenic Janja Segel                                           | 4'15''53 | Gran Bretagna Ellinor Rose Southward Katie Ann Robertson Caitlin Elizabeth Hubbard Rebecca Mia Sutton | 4'16''14 | Russia Valeriya Egorova Ekaterina Mikhaylova Aleksandra Denisenko Katarina Milutinovich | 4'16''66 |
| Misti                          | |          | |          |                                                                                         |          |
| Staffetta 4x100 m stile libero | Spagna Cesar Castro Valle Alex Ramos Fernandez Andrea Feng Prades Rodriguez Nadia Gonzalez Oliveira | 3'38''28 | Germania Daniel Pinneker Laura Maialen Lydia Rohrbach Yara Sophie Hierath Johannes Hintze             | 3'38''41 | Russia Ivan Girev Kliment Kolesnikov Katarina Milutinovich Iuliia Filippova             | 3'39''25 |
| Staffetta 4x100 m misti        | Russia Valeriya Egorova Daniil Kitov Egor Kuimov Valeriia Sukhanova                                 | 3'58''49 | Germania Yara Sophie Hierath Philipp Andre Brandt Johannes Hintze Emily Charlotte Feldvoss            | 4'02''43 | Slovenia Janja Jamsek Dejan Steharnik David Mihalic Janja Segel                         | 4'03''03 |